# Incilius cavifrons
Incilius cavifrons är en groddjursart som först beskrevs av I. Lester Firschein 1950.  Incilius cavifrons ingår i släktet Incilius och familjen paddor. IUCN kategoriserar arten globalt som starkt hotad. Inga underarter finns listade i Catalogue of Life.